# Сергій (Куминський)
Єпископ Сергій (в миру Олександр Сергійович Куминський; 17 серпня 1869, Рязань — 11 грудня 1937, Ачинськ) — архієрей Російської православної церкви, єпископ Ачинський (1936-1937).

## Біографія
Закінчив Рязанську духовну семінарію.
З 11 березня 1898 року був священником 175-го піхотного полку.
З 1905 року — священник Новогеоргіївського військового фортечного собору.
У 1908 році — священник 9-го Уланського Буч. Полку.
З 1913 року — священник Московського полку в званні благочинного церков 17-ї піхотної дивізії.
За розформуванням 65-го Московського піхотного полку в 1918 році звільнений від служби в діючій армії з зарахуванням до Чернігівської єпархії. Згідно з проханням, митрополитом Київським і Галицьким Антонієм (Храповицьким) призначений настоятелем церкви села Соболівки Звенигородського повіту Чернігівської єпархії.
1 вересня 1923 таємно хіротонізований на єпископа Радомишльського, вікарія Київської єпархії. Чин хіротонії в єпископа звершили єпископи Парфеній (Брянських) і Макарій (Кармазін). Згодом хіротонія була визнана Патріархом Тихоном.
У 1924 році заарештований, знаходився в ув'язненні. У тому ж році відпущений.
У 1925 році тимчасово керував Київською єпархією.
У 1925 році заарештований. Відбував ув'язнення в Краснококшайську. Відпущений на свободу в 1928 році.
З 1928 року — єпископ Бершадський, вікарій тієї ж єпархії.
З 1930 року — єпископ Бузулукський, вікарій Самарської єпархії.
23 листопада 1930 заарештований. 13 квітня 1931 трійкою при ПП ОГПУ по Середньо-Волзькому краю засуджений до трьох років заслання в Північний край за статтею 58-10 КК РРФСР.
З 22 листопада] 1934 призначений єпископом Ливенським, але в управління не вступав.
9 лютого 1935 призначений єпископом Рильським, вікарієм Курської єпархії.
8 травня 1935 призначений єпископом Марійським, але вже 18 травня того ж року був звільнений і в цьому ж році 16 жовтня призначений єпископом Вольським, вікарієм Саратовської єпархії.
З 1 квітня 1936 року — єпископ Ачинський та тимчасово керував Красноярською і Енисейською єпархією.
Заарештований 4 листопада 1937 року. 5 грудня 1937 трійкою при УНКВС по Красноярському краю засуджений до розстрілу за звинуваченням в «участі в к / р офіцерсько-білогвардійській змові». Вирок приведений у виконання 11 грудня в Ачинську.